# Unterseeboot UC-31
Pour les autres navires du même nom, voir Unterseeboot 31.
L'Unterseeboot UC-31 est un sous-marin (U-Boot) mouilleur de mines allemand de type UC II utilisé par la Kaiserliche Marine pendant la Première Guerre mondiale. Le U-boot a été commandé le 29 août 1915 et lancé le 7 août 1916. Il a été mis en service dans la marine impériale allemande le 2 septembre 1916 sous le nom de UC-31. En 13 patrouilles, l'UC-31 a coulé 38 navires, soit par ses torpilles, soit par les mines qu’il a posées. L'UC-31 se rendit le 26 novembre 1918 et fut démantelé à Canning Town en 1922.

## Conception
Sous-marin de type UC II, l'UC-31 avait un déplacement de 400 tonnes en surface et de 480 tonnes en plongée. Il avait une longueur hors tout de 49,45 m, un maître-bau de 5,22 m et un tirant d'eau de 3,68 m. Le sous-marin était propulsé par deux moteurs diesel 6 cylindres à quatre temps produisant chacun 250 ch (180 kW), soit un total de 500 ch (370 kW), et par deux moteurs électriques produisant 460 ch (340 kW), actionnant deux arbres d'hélice.
Le sous-marin avait une vitesse maximale de 11,6 nœuds (21,5 km/h) en surface et de 6,6 nœuds (12,2 km/h) en immersion. Son autonomie était de 10040 milles marins (18 590 km) à 7 nœuds (13 km/h) en surface, et de 53 milles marins (98 km) à 4 nœuds (7,4 km/h) en immersion. Il lui fallait 48 secondes pour plonger, et il était capable d’opérer à une profondeur maximale de 50 mètres.
L'UC-31 était équipé de trois tubes lance-torpilles de 500 mm, un à l’arrière et deux à l’avant, avec sept torpilles, et d’un canon de pont de 8,8 cm SK L/30. Mais son arme principale était ses six puits de mine de 1 000 mm portant dix-huit mines UC 200. Son effectif était de vingt-six membres d’équipage.

## Affectations
- I Flottille : du 10 décembre 1916 au 14 juin 1918
- Flottilles des Flandres II : du 14 juin au 7 octobre 1918
- I Flottille : du 7 octobre au 11 novembre 1918

## Commandants
- Oberleutnant zur See / Kapitänleutnant Otto von Schrader : du 2 septembre 1916 au 20 juillet 1917
- Kapitänleutnant Kurt Siewert : du 21 juillet 1917 au 14 juin 1918
- Oblt.z.S. Willy Stüben : du 15 juin au 11 novembre 1918

## Navires coulés
| Date              | Nom               | Nationalité    | Tonnage | Destin    |
| ----------------- | ----------------- | -------------- | ------- | --------- |
| 31 décembre 1916  | Protector         | United Kingdom | 200     | Coulé     |
| 4 janvier 1917    | Lonclara          | United Kingdom | 1294    | Coulé     |
| 25 janvier 1917   | O. B. Suhr        | Danemark       | 1482    | Coulé     |
| 28 janvier 1917   | Alexandra         | United Kingdom | 179     | Coulé     |
| 29 janvier 1917   | Shamrock          | United Kingdom | 173     | Coulé     |
| 29 janvier 1917   | Thistle           | United Kingdom | 167     | Coulé     |
| 31 janvier 1917   | Ravensbourne      | United Kingdom | 1226    | Coulé     |
| 24 février 1917   | Beneficent        | United Kingdom | 1963    | Coulé     |
| 29 mars 1917      | Kathleen Lily     | United Kingdom | 521     | Coulé     |
| 30 mars 1917      | Harberton         | United Kingdom | 1443    | Coulé     |
| 4 avril 1917      | Helga             | Danemark       | 839     | Coulé     |
| 5 avril 1917      | N. J. Fjord       | Danemark       | 1425    | Coulé     |
| 6 avril 1917      | HMT Strathrannoch | Royal Navy     | 215     | Coulé     |
| 11 avril 1917     | Quaggy            | United Kingdom | 993     | Coulé     |
| 12 avril 1917     | Dina Hinderika    | Pays-Bas       | 200     | Coulé     |
| 12 avril 1917     | Neptunus          | Pays-Bas       | 209     | Coulé     |
| 12 avril 1917     | Union             | Danemark       | 152     | Coulé     |
| 12 avril 1917     | Voorwaarts        | Pays-Bas       | 147     | Coulé     |
| 14 avril 1917     | Spray             | United Kingdom | 1072    | Coulé     |
| 15 avril 1917     | Brothertoft       | United Kingdom | 155     | Coulé     |
| 6 mai 1917        | Poseidon I        | Pays-Bas       | 98      | Coulé     |
| 8 mai 1917        | HMY Zarefah       | Royal Navy     | 279     | Coulé     |
| 17 mai 1917       | Aspen             | Suède          | 3103    | Endommagé |
| 17 mai 1917       | Viken             | Suède          | 1825    | Coulé     |
| 30 juin 1917      | Lady of the Lake  | United Kingdom | 51      | Coulé     |
| 1 juillet 1917    | Amstelland        | Pays-Bas       | 5404    | Coulé     |
| 2 juillet 1917    | Thirlby           | United Kingdom | 2009    | Coulé     |
| 3 juillet 1917    | Matador           | United Kingdom | 3642    | Coulé     |
| 7 août 1917       | Othalia           | Suède          | 1205    | Endommagé |
| 11 août 1917      | Holar             | Danemark       | 548     | Coulé     |
| 12 août 1917      | Bogatyr           | Danemark       | 1360    | Coulé     |
| 8 septembre 1917  | Newholm           | United Kingdom | 3399    | Coulé     |
| 11 septembre 1917 | Cento             | United Kingdom | 3708    | Endommagé |
| 16 septembre 1917 | Quatre Frères     | France         | 53      | Coulé     |
| 13 novembre 1917  | Amélie            | Belgique       | 1135    | Coulé     |
| 13 novembre 1917  | Australbush       | Australia      | 4398    | Coulé     |
| 19 novembre 1917  | HMT Morococala    | Royal Navy     | 265     | Coulé     |
| 21 janvier 1918   | Teelin Head       | United Kingdom | 1718    | Coulé     |
| 29 janvier 1918   | Ethelinda         | United Kingdom | 3257    | Coulé     |
| 1 avril 1918      | Ardglass          | United Kingdom | 4617    | Coulé     |
| 5 avril 1918      | Cyrene            | United Kingdom | 2904    | Coulé     |
| 10 avril 1918     | HMS Magic         | Royal Navy     | 1025    | Endommagé |